# 저스틴 로버츠

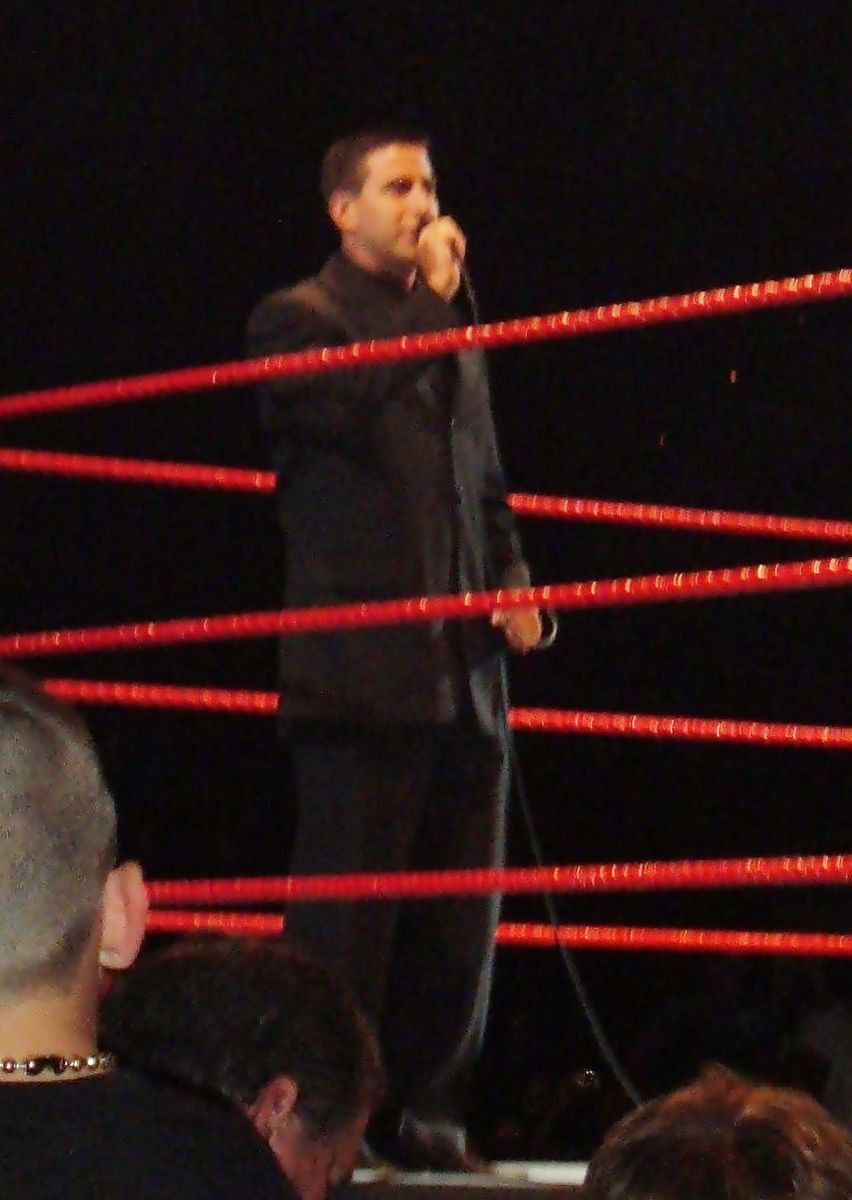
브랜던 실베스트리

저스틴 로버츠(Justin Roberts, 1979년 12월 29일 ~ )는 미국의 프로레슬링 아나운서이다. WWE와 인디단체를 거쳐, 올 엘리트 레슬링에서 활동하고 있다.